# Seigneurie de Rigaud
Pour les articles homonymes, voir Rigaud.

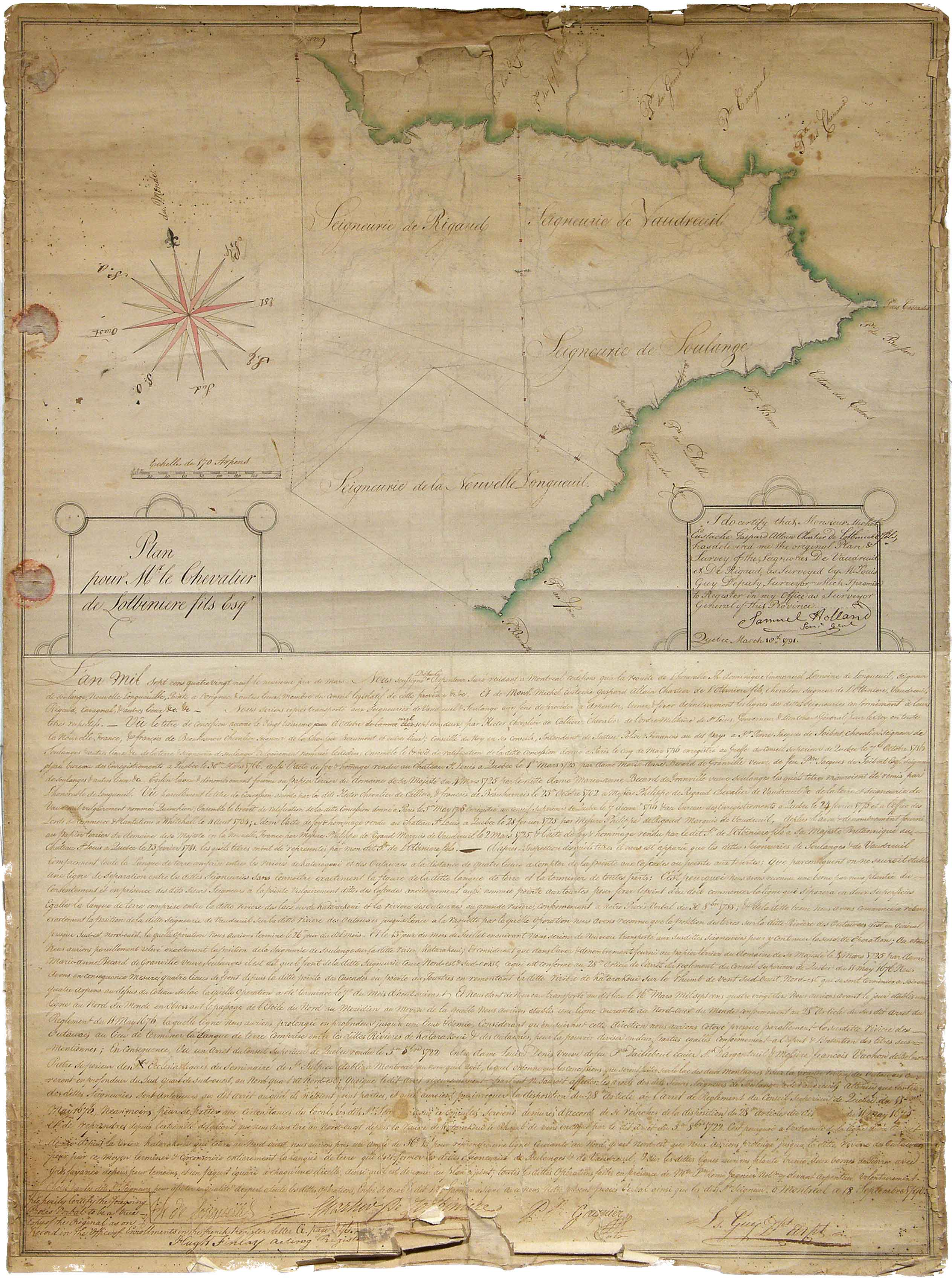
Carte de la région, 1791

La seigneurie de Rigaud est une seigneurie concédée à François-Pierre de Rigaud de Vaudreuil et Pierre de Rigaud de Vaudreuil en 1732 et abolie en 1854. Elle est située dans l'actuelle municipalité régionale de comté de Vaudreuil-Soulanges en Montérégie (Suroît).

## Géographie

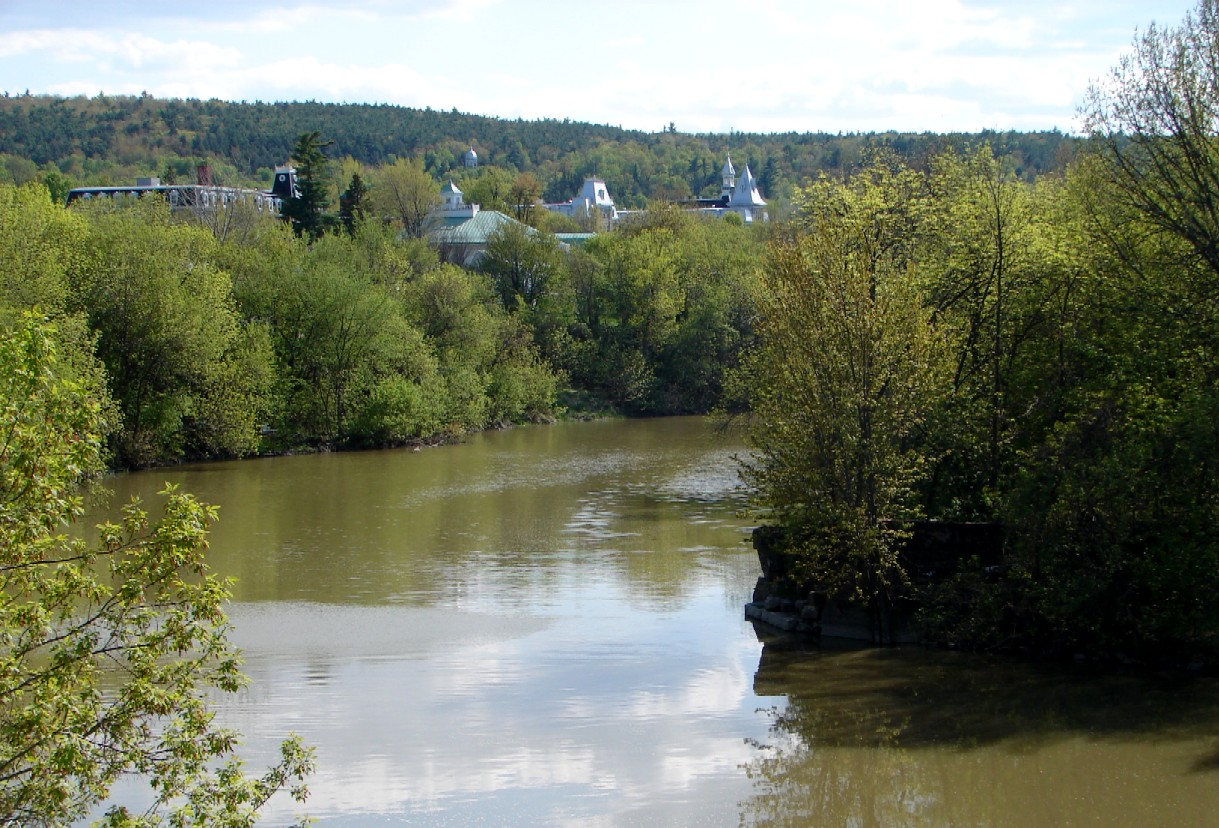
Rivière Rigaud

La seigneurie de Rigaud prend la forme d'un carré de 3 lieues sur 3 lieues sur les rives de la rivière des Outaouais à l'ouest de la seigneurie de Vaudreuil et au nord-ouest de la seigneurie de Soulanges. Elle correspond aux territoires des municipalités actuelles de Rigaud, Pointe-Fortune, Très-Saint-Rédempteur et Sainte-Marthe. Ce territoire couvre une superficie de 214 km2. Comme Rigaud est la seigneurie la plus occidentale de la plaine du Saint-Laurent, sa limite ouest est devenue la frontière entre le Bas-Canada (actuel Québec) et le Haut-Canada (actuel Ontario), comme c'est le cas également pour la seigneurie de la  Nouvelle-Longueuil à Rivière-Beaudette. La municipalité de Sainte-Justine-de-Newton, dont le territoire correspond au canton de Newton, est la seule municipalité du territoire de Vaudreuil-Soulanges qui n'est pas incluse dans le découpage seigneurial de Nouvelle-France. La seigneurie de Rigaud se trouve dans la plaine du Saint-Laurent et est ponctuée par la montagne de Rigaud, insérée entre les bassins des rivières Rigaud et à la Raquette.

## Histoire

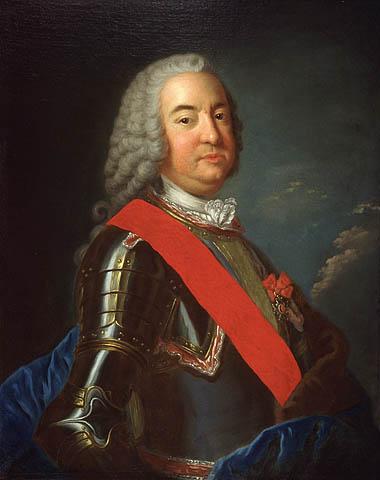
Pierre de Rigaud de Vaudreuil

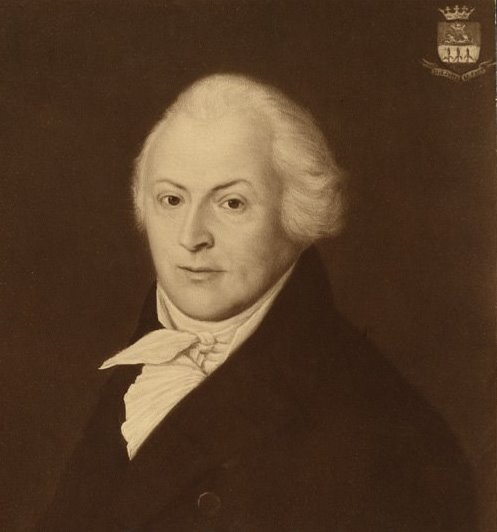
Michel-Eustache-Gaspard-Alain Chartier de Lotbinière

### Famille Rigaud
Avant l'arrivée des Européens, les Algonquins habitent le territoire de Rigaud. Ils délaissent leur village et territoire de chasse en raison des conflits avec les Iroquois. Étienne Brûlé est le premier Européen à explorer la rivière des Outaouais en 1611. Il explore la rivière avec Samuel de Champlain en 1615.
En 1732, la seigneurie de Rigaud est concédée aux frères François-Pierre de Rigaud de Vaudreuil et Pierre de Rigaud de Vaudreuil de Cavagnial et par le gouverneur Charles de La Boische, marquis de Beauharnais, et l'intendant Gilles Hocquart. Les frères Rigaud sont déjà seigneurs de Vaudreuil depuis la mort de leur père Philippe de Rigaud de Vaudreuil en 1725. Les deux seigneuries font donc partie du même patrimoine. Nommé gouverneur de Trois-Rivières en 1733 puis gouverneur de la Louisiane et enfin gouverneur général de Nouvelle-France, Pierre de Rigaud de Vaudreuil de Cavagnial a d'importantes charges et réside loin de ses seigneuries. Lors de la Guerre de Sept Ans et de la Conquête de la Nouvelle-France par les Britanniques, il est contraint de signer, en 1760, la capitulation de la Nouvelle-France. Il retourne en France avec sa famille, où il est emprisonné à la Bastille et subit un procès dans ladite affaire du Canada dont il est acquitté en 1763. Lui, son frère et leurs familles retournent en France en 1760.
En 1762, Joseph Raymond arpente les premières terres de la seigneurie dans la concession «au-dessus du Grand Detroit» à l'anse à la Raquette,. Les frères Rigaud vendent la seigneurie de Rigaud et celle de Vaudreuil à Michel Chartier de Lotbinière, leur cousin, la mère de Philippe de Rigaud de Vaudreuil étant Marie-Françoise Chartier de Lotbinière. Michel Chartier de Lotbinière est déjà seigneur de Lotbinière.

### Famille Chartier
En 1771, Chartier de Lotbinière, ne pouvant s'adapter au régime britannique au Canada (Nouvelle-France), vend ses deux seigneuries à son fils Michel-Eustache-Gaspard-Alain Chartier de Lotbinière et quitte lui aussi l'Amérique pour s'établir en France.
En 1783, Michel-Eustache-Gaspard-Alain Chartier de Lotbinière procède à l'arpentage des terres et viennent s'établir sur les terres près de la rivière Rigaud (alors rivière à la Graisse) quelques familles pionnières : les Brazeau, Chevrier, Gauthier, Quesnel, Sabourin, Séguin et Villeneuve,. C'est la fondation de Rigaud,. Ces familles sont toujours présentes dans la région de Rigaud. En 1792 est construit le premier chemin . Au tournant du XVIIIe siècle, Rigaud se développe comme relais pour les bûcherons et draveurs et regroupe 12 auberges. Plus tard, Rigaud devient un important port d’embarquement du bois et du grain en direction de Montréal. Une première chapelle est érigée en 1800. Chartier de Lotbinière fait construire le premier moulin seigneurial en 1802. La première sucrerie est créée en 1806. En 1810, un premier pont de bois est jeté sur la rivière Rigaud. Dix ans plus tard, une première église, l’église Sainte-Madeleine, est construite en pierre.
En 1822, à la mort de Michel-Eustache-Gaspard-Alain Chartier de Lotbinière, la seigneurie de Rigaud est léguée à sa fille cadette Marie-Charlotte Chartier de Lotbinière alors que sa fille aînée Louise-Josephte hérite de la seigneurie de Vaudreuil. Les deux seigneuries ne sont désormais plus dans un même patrimoine. Marie-Charlotte, qui épouse l'année précédente William Bingham, fils du financier et sénateur américain du William Bingham, délaissent la seigneurie pour s'établir définitivement en France et en Angleterre.  
Le moulin banal seigneurial est construit en 1830. La traverse Pointe-Fortune-Carillon est mise en service en 1833 sur la rivière des Outaouais. Elle permet dorénavant de mieux se déplacer vers la Rive-Nord de Montréal. Le bureau de poste ouvre en 1835. En 1844, une première croix est érigée sur le sommet de la montagne de Rigaud.

### Érection municipale
En 1845, une ordonnance du gouverneur général de la province du Canada Charles Metcalfe prévoit que les paroisses du Bas-Canada soient érigées en municipalités civiles. C'est ainsi qu'est érigée la municipalité de Rigaud et qu'a lieu la première élection populaire à Rigaud, portant Antoine Amable Cholet comme maire. Donald McMillan est élu conseiller de la paroisse de Rigaud, poste qu'il occupe de 1845 à 1855. En 1850, le curé Joseph Désautels fonde le Collège Bourget sur la recommandation de l'archevêque de Montréal, Ignace Bourget . Un an plus tard, la commission scolaire de Rigaud est fondée et Firmin Hudon en est le premier président.
Le régime seigneurial est aboli en 1854. Toutefois, les rentes versées au seigneur sont encore redevables dans plusieurs cas. À la mort de Charlotte Chartier de Lotbinière, ses enfants, qui vivent en Europe, héritent de la seigneurie.

### Léry MacDonald
Archibald de Léry MacDonald achète la seigneurie de Rigaud en 1897 des enfants de Charlotte Chartier de Lotbinière. Il œuvre au développement industriel et commercial de Rigaud. En 1910, l'Assemblée législative du Québec vote la loi sur le rachat des rentes seigneuriales. La municipalité de Rigaud fait alors l'acquisition des rentes de la seigneurie au coût de 38 739 $. L'emprunt contracté pour cette transaction est remboursé en totalité en 1946.

## Seigneurs
| Période   | Seigneur                                                                |
| --------- | ----------------------------------------------------------------------- |
| 1732-1763 | François-Pierre de Rigaud de Vaudreuil et Pierre de Rigaud de Vaudreuil |
| 1763-1771 | Michel Chartier de Lotbinière                                           |
| 1771-1822 | Michel-Eustache-Gaspard-Alain Chartier de Lotbinière                    |
| 1822-1865 | Charlotte Chartier de Lotbinière                                        |
| 1865-1897 | Enfants de Charlotte Chartier de Lotbinière                             |
| 1897-1910 | Archibald de Léry Macdonald                                             |

## Postérité
La seigneurie de Rigaud a donné son nom à la municipalité de Rigaud, ainsi qu'à plusieurs entités à Rigaud : la baie de Rigaud, la montagne de Rigaud, la rivière Rigaud, la rivière Rigaud Est, la rivière Rigaud Sud, la division sénatoriale de Rigaud, la paroisse de Sainte-Madeleine-de-Rigaud, le pont Rigaud-De-Cavagnal, le parc Desjardins-de-Rigaud, la rue Rigaud, la rue des Boisés-de-Rigaud (auparavant chemin Champlain), le bureau de poste Rigaud, l'aire de service de Rigaud et le Pierre de Rigaud. 